# Ethan Iverson

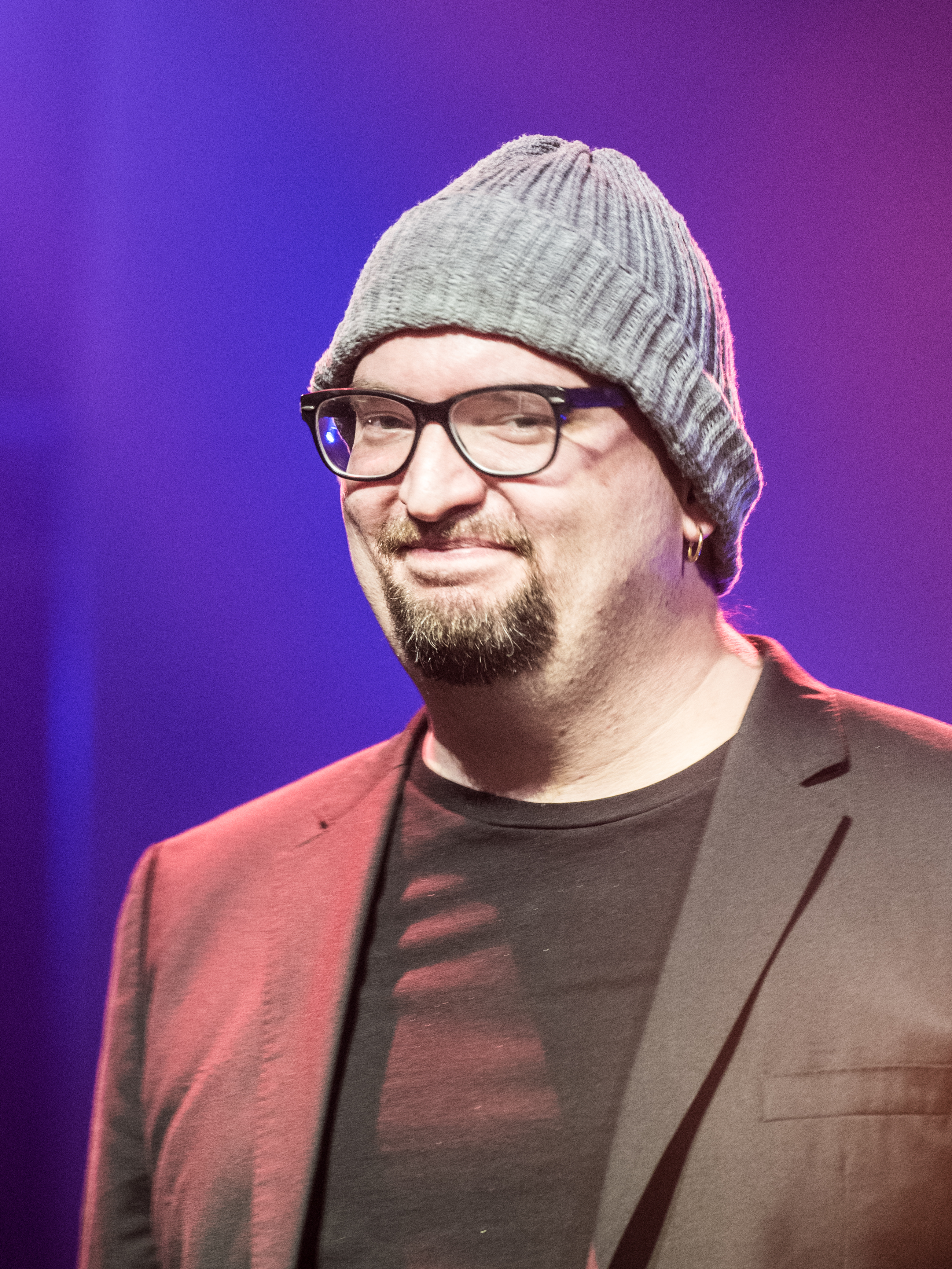
Ethan Iverson (2017)

Ethan Iverson (* 11. Februar 1973 in Menomonie, Wisconsin) ist ein US-amerikanischer Jazzmusiker (Piano, Komposition) und Musikkritiker, der zunächst im Trio The Bad Plus bekannt wurde.

## Leben und Wirken
Iverson interessierte sich schon in jungen Jahren für Jazz und besuchte den Stanford Jazz Workshop, bevor er Anfang der 1990er Jahre nach New York City zog. Während dieser Zeit studierte er privat bei Fred Hersch und Sophia Rosoff. 1993 veröffentlichte er das Album School Work mit Dewey Redman, Johannes Weidenmüller und Falk Willis. 1998 veröffentlichte Iverson in Triobesetzung die Alben Construction Zone (Originals) und Deconstruction Zone (Standards). Auf The Minor Passions (1999) spielte er mit Billy Hart. Im Folgejahr erschien Live at Smalls mit dem Saxophonisten Bill McHenry und Bassist Reid Anderson. Von 1998 bis 2002 war er zudem musikalischer Leiter der Mark Morris Dance Group.
Zwischen 2001 und 2017 war Iverson Pianist des kollaborativen Trios Bad Plus, mit dem er zahlreiche Alben veröffentlichte und international erfolgreich tourte. Daneben spielte er weiter im Quartett von Billy Hart und hat mit Künstlern wie Kurt Rosenwinkel, Tim Berne, Lee Konitz, Tootie Heath, Paul Motian, Larry Grenadier, Charlie Haden und Ron Carter gearbeitet.
2018 erschien bei ECM Records Iversons Duoalbum Temporary Kings mit dem Saxophonisten Mark Turner. 2019 folgte das Livealbum Common Practice, das Iversons Quartett mit dem Trompeter Tom Harrell, Ben Street und Eric McPherson vorstellte. Im Bereich des Jazz war er laut Tom Lord zwischen 1993 und 2019 an 51 Aufnahmesessions beteiligt, u. a. auch mit Christophe Schweizer, Reid Anderson, Patrick Zimmerli, Phil Grenadier und Martin Speake. Zu hören war er u. a. auch auf Chet Doxas’ You Can’t Take It with You (2021).
Seit 2005 ist Iversons Blog Do the Math eine aufmerksam verfolgte und mehrfach ausgezeichnete Sammlung von Interviews und kritischer Analysen über zeitgenössischen Jazz; 2014 war er Blog des Jahres bei den JJA-Awards der Jazz Journalists Association. Er unterrichtet seit 2016 als Mitglied der Fakultät des New England Conservatory im Jazzstudiengang.

## Diskographische Hinweise

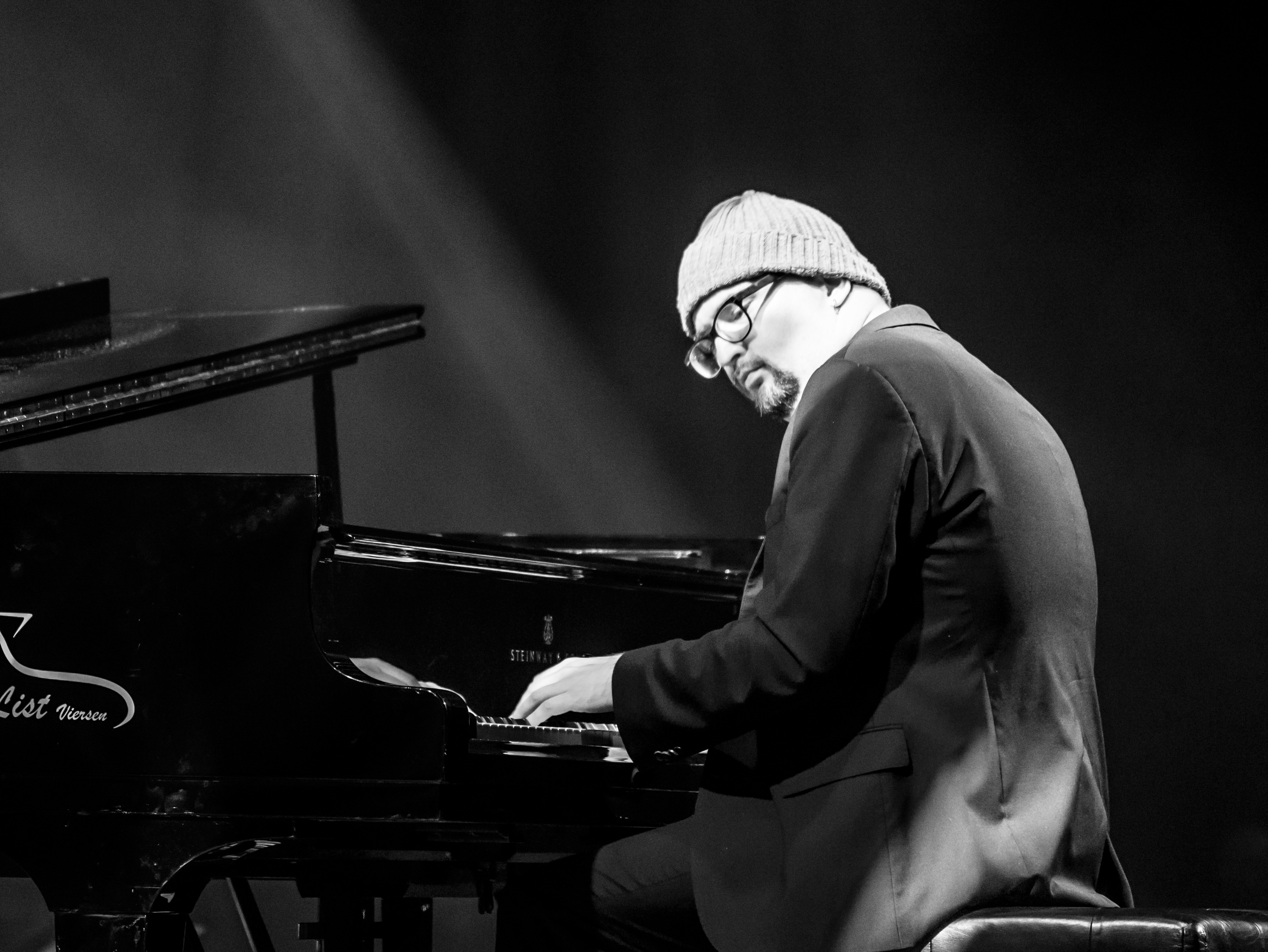
Ethan Iverson (2017)

- Chris Cheek / Ethan Iverson / Ben Street / Jorge Rossy: Guilty (Frsh Sound, 2000)
- Billy Hart / Ethan Iverson / Mark Turner / Ben Street: All Our Reasons (ECM; 2011)
- Ethan Iverson / Lee Konitz / Larry Grenadier / Jorge Rossy: Costumes Are Mandatory (HighNote, 2012)
- The Purity of the Turf (Criss Cross Jazz, 2016), mit Ron Carter, Nasheet Waits
- Mark Turner & Ethan Iverson: Temporary Kings (ECM, 2018)
- Ethan Iverson Quartet with Tom Harrell: Common Practice (ECM, 2019), mit Ben Street, Eric McPherson
- Ethan Iverson & Mark Turner: The Tower Tapes #10 (Jazz Club Ferrara, 2020)
- Ethan Iverson & Umbria Jazz Orchestra: Bud Powell in the 21st Century (Sunnyside, 2020)
- Every Note Is True (Blue Note, 2022)
- Technically Acceptable (Blue Note, 2024)